# Шень Бухай
Шень Бухай (申不害, 420 до н. е. — 337 до н. е.) — китайський політичний діяч, філософ-легіст періоду Чжаньго.

## Життєпис
Народився у 420 році до н. е. у столиці царства Чжен (на південний схід від сучасного м. Сіньян провінції Хенань). Про його життя відомо доволі мало. Після завоювання рідного царства державою Хань, перейшов на службу до завойовників. Він з 357 до 337 року до н. е. був канцлером у державі Хань.

## Легізм Шень Бухая
Виступав за керування за допомогою законів (фа), визначальним вважав такий аспект, як «шу» — мистецтво контролювати адміністративний апарат. Суть «мистецтва» в тому, щоб «на чиновницькі посади призначати за здібностями, вимагати від чиновника виконання належних йому за посадою обов'язків, тримати у своїх руках руків'я його життя й смерті, вивчати можливості чиновника». Доктрина Шень Бухая має назву сінмін («форми та імена» або «покарання й імена»): перший член бінома — ієрогліф сін (покарання) виступає синонімом сін (тілесна форма). Під «іменами» (мін) тут йдеться про чиновницькі посади і пожалування, які повинні відповідати «тілесній формі» конкретному змісту особистості та вчинків чиновника. Застосування ієрогліфа сін («кара») надає біному сінмін додаткове значення «покарання і нагороди», що припускає єдність двох сторін «мистецтва» управління.
За Шень Бухаєм, необхідно, щоб «чергування імен відповідало реальності», тобто термін сін пояснювався через поняття ши — «реальність», «конкретність». Після цього стане можливим «вказувати шлях Піднебесної за допомогою недіяння (увей)»: під «недіянням» тут йдеться про відсутність безпосереднього адміністративної активності володаря, який займається лише підбором й призначеннями чиновників. Для виконання цієї функції він повинен приховувати свій інтелект, інформованість, володіти важелями управління, щоб забезпечувати передачу та виконання його наказів.

## Твори
Відомо про трактат «Шень-цзи», але він натепер нині втрачений. Збереглася лише глава «Таті» («Велике тіло»). Окремі висловлювання Шень Бухая містяться в «Люй-ши чуньцю» («Весни й осені пана Люя»), «Ханьшу» («Книга Хань»), інших давніх пам'ятниках.